# Mathieu Michel
Mathieu Michel (Nîmes, 4 de septiembre de 1991) es un futbolista francés. Juega de portero y su equipo es el Montpellier H. S. C. de la Ligue 2 de Francia.

## Trayectoria
Llega niño en el Nîmes Olympique, juega con categoría joven hasta 2013 o integra el efectivo profesional en Ligue 2, se vuelve guardián titularen la temporada 2014-2015. 
En la temporada 2016-2017 se unió al club Angers SCO en Ligue 1. Alcanza este año la final de la Copa de Francia contra el Paris Saint Germain.

## Clubes
| Club                        | País    | Año       |
| --------------------------- | ------- | --------- |
| Nîmes Olympique             | Francia | 2013-2016 |
| Angers S. C. O.             | Francia | 2016-2018 |
| A. J. Auxerre               | Francia | 2018-2020 |
| Chamois Niortais F. C.      | Francia | 2020-2023 |
| A. C. Ajaccio               | Francia | 2023-2025 |
| Valenciennes F. C. (cedido) | Francia | 2024-2025 |
| Montpellier H. S. C.        | Francia | 2025-     |